# Zygoneura bidens
Zygoneura bidens är en tvåvingeart som först beskrevs av Boris Mamaev 1968.  Zygoneura bidens ingår i släktet Zygoneura och familjen sorgmyggor. Inga underarter finns listade i Catalogue of Life.